# Karol Battaglia (pułkownik)

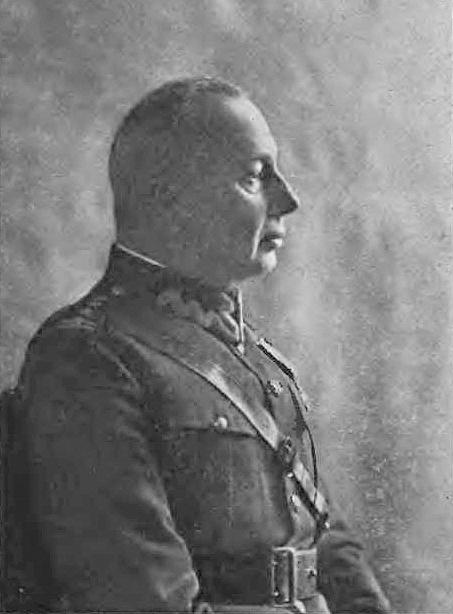
Karol Battaglia

Karol Tomasz Marian Battaglia (ur. 15 września 1876 w Bochni, zm. 10 stycznia 1936 w Borysławiu) – pułkownik artylerii Wojska Polskiego, kawaler Orderu Virtuti Militari.

## Życiorys
Urodził się 15 września 1876 w Bochni, w rodzinie Gwidona i Olgi z Baranowskich. Był bratem Rogera (1873–1950) i Andrzeja (1895–1918). W latach 1886–1893 uczęszczał do gimnazjum w Tarnowie, a następnie we Lwowie. W latach 1893–1897 był uczniem w Szkole Kadetów Artylerii w Wiedniu.
W latach 1897–1905 pełnił zawodową służbę wojskową w 3 pułku artylerii korpuśnej w Grazu. Od 1902 roku zajmował w tym pułku stanowisko oficera prowiantowego. W 1905 roku został przeniesiony do rezerwy i przydzielony w rezerwie do 3 Pułku Artylerii Korpuśnej, który trzy lata później został przemianowany na pułk haubic polowych nr 3 i przeniesiony do Mariboru. W czasie I wojny światowej walczył w szeregach macierzystego oddziału, który w 1916 roku został przemianowany na pułk haubic polowych nr 6, a później na pułk artylerii polowej nr 106. W czasie służby w c. i k. armii awansował na kolejne stopnie w korpusie oficerów artylerii polowej i górskiej: kadeta–zastępcy oficera (1 września 1897 roku), podporucznika (1 listopada 1898 roku), porucznika (1 listopada 1902 roku) i kapitana (1 listopada 1914 roku).
Po odzyskaniu przez Polskę niepodległości został przyjęty do Wojska Polskiego. 11 czerwca 1920 roku został zatwierdzony z dniem 1 kwietnia 1920 roku w stopniu podpułkownika, w artylerii, w grupie oficerów armii austro-węgierskiej. Od 16 czerwca do 15 lipca 1920 roku dowodził 39 pułkiem piechoty .
Został awansowany do stopnia pułkownika w artylerii ze starszeństwem z dniem 1 czerwca 1919. W połowie 1919 został dowódcą I dywizjonu sformowanego 5 pułku artylerii polowej we Lwowie. 
Sprawował stanowisko dowódcy 5 pap od 23 kwietnia 1921 do 1925. Z dniem 9 lutego 1925 roku został odkomenderowany na dwumiesięczny kurs dla wyższych dowódców artylerii przy generalnym inspektorze artylerii. W październiku 1925 roku został przydzielony do Szefostwa Artylerii Okręgu Korpusu Nr VI we Lwowie na stanowisko zastępcy szefa. W tym samym miesiącu został przeniesiony do kadry korpusu oficerów artylerii przy Departamencie III Ministerstwa Spraw Wojskowych z pozostawieniem na zajmowanym stanowisku w 6 Okręgowym Szefostwie Artylerii. Został przeniesiony w stan spoczynku. Jako emerytowany oficer zamieszkiwał we Lwowie. Został zatrudniony na stanowisku dyrektora banku, a następnie pełnił funkcję w Grupie 13. Centralnego Związku Przemysłu Polskiego, obejmującej najbardziej różnorodne działy produkcji przemysłowej. Zmarł 10 stycznia 1936 roku w Borysławiu.

## Ordery i odznaczenia
- Krzyż Srebrny Orderu Virtuti Militari nr 967[26][27][28]
- Krzyż Walecznych[29]
- Krzyż Zasługi Wojskowej 3 klasy z dekoracją wojenną i mieczami (Austro-Węgry)[30]
- Srebrny Medal Zasługi Wojskowej z mieczami na wstążce Krzyża Zasługi Wojskowej (Austro-Węgry)[30]
- Brązowy Medal Zasługi Wojskowej z mieczami na wstążce Krzyża Zasługi Wojskowej[30]
- Krzyż Wojskowy Karola[30]
- Brązowy Medal Jubileuszowy Pamiątkowy dla Sił Zbrojnych i Żandarmerii[31]
- Krzyż Jubileuszowy Wojskowy[31]